# Bibliographie en sociologie urbaine

## Ouvrages universitaires généraux
- Raymond Ledrut, Sociologie urbaine, Paris, PUF, 1973, 232 p.
- Yves Grafmeyer, Sociologie urbaine, Nathan, coll. « 128 », 1994, 128 p. (ISBN 2-09-190648-4)
- Jean-Marc Stébé et Hervé Marchal, Sociologie urbaine, PUF, coll. « Que sais-je ? », 2014 - 4e éd., 128 p.
- Yankel Fijalkow, Sociologie des villes, Repères, La Découverte, 128p, 2017-5e ed.

## Essais
- Henri Lefebvre, La Production de l'espace, Paris, Anthropos, 1974
- Richard Sennett, La Chair et la Pierre : le corps et la ville dans la civilisation occidentale, Éditions de La Passion, 2003, 287 p. (ISBN 978-2-906229-50-1)

## Sélection d'articles
- Louis Maitrier, « La Production du beau. Trois études de sociologie sur l'habitation populaire », Revue du MAUSS, Paris, La Découverte, no 18,‎ 2001
- Frédéric Bonnet (dir.), « La ville "durable", économe ? : Faire la ville autrement », Esprit, no 347,‎ août-septembre 2008
- Gérard Héliot, « Le Vaudreuil, une méthode d’étude et de réalisation », Cahiers de l’IAURP, vol. 30,‎ février 1973

## Politiques de la ville
- Marcel Robin, Connaître et dynamiser sa commune, Lyon, Chronique Sociale, coll. « Comprendre la Société », 2001, 184 p. (ISBN 978-2-85008-352-5)

### Propositions urbaines
- François Spoerry et Jacques Léauté, « Une ville qui réduirait la violence », dans l'ouvrage collectif, Réponses à la violence, Paris, La Documentation Française, 1977
- Jacques Dewitte, Jean-Claude Michéa, Marc Wiel, Karl Gruber, Léon Krier, Louis Maitrier, Christian Norberg-Schulz, Anne-Marie Fixot et Nicolas Soulier, « Villes bonnes à vivre, villes invivabes », Revue du MAUSS, Paris, La Découverte, no 14,‎ 2e sem. 1999
- Paul Lassus, Harmonie et règle urbaine, Paris, Anthropos, 2002
- Paul Landauer, L'Architecte, la ville et la sécurité, Paris, PUF, 2009

### Enquêtes, rapports de recherches
- Joëlle Bordet, Les « jeunes de la cité, PUF, 1998
- Christophe Noyé, Atlas des nouvelles fractures sociales en France, Paris, Autrement, 2006 (rééd) commentaire : À partir de données issues de diverses sources – Institut national des études statistiques (INSEE), Chambre des notaires, Ipsos, etc. –, les deux géographes dressent une nouvelle cartographie des relégations urbaines et sociales.
- Jacques Donzelot, Quand la ville se défait : Quelle politique face à la crise des banlieues ?, Paris, Seuil, 2006 commentaire : Sociologue, spécialiste des questions sociales et urbaines, Jacques Donzelot décrit la ville d’aujourd’hui comme « une ville à trois vitesses », marquée par une logique de séparation des populations.
- Observatoire national des zones urbaines sensibles, Rapport 2005, Paris, Éditions de la Délégation interministérielle à la ville (DIV), 2005 (lire en ligne) commentaire : Le rapport 2005 de l’ONZUS confirme l’accroissement des écarts sociaux, économiques et urbains entre les ZUS, leurs agglomérations et les moyennes nationales.
- Pierre André, Rapport d’information fait au nom de la Commission des affaires économiques et du plan sur l’avenir des contrats de Ville, Paris, Sénat, 2005 commentaire : La commission parlementaire analyse l’impact des contrats de ville pour la période 2000-2006 et formule ses propositions concernant l’ajustement de ce dispositif dans le cadre de la « loi Borloo » d’août 2003.
- (en) Neil Brenner, New State Spaces. Urban governance and the rescaling of statehood, Oxford, Oxford University Press, 2004
  - Gérard Chevalier, Sociologie critique de la politique de la ville. Une action publique sous influence, Paris, L’Harmattan, 2005 commentaire : L’auteur jette la lumière sur les origines et les finalités réelles de la politique de la ville, souvent occultées par les discours officiels, et examine les contradictions inhérentes à une action publique marquée par le souci du gigantisme et la compassion.
- Jean-Pierre Garnier, « Un capitalisme festif », Le Monde libertaire,‎ 11-17 décembre 2008 (lire en ligne)

### Revues
- Urbanisme
- Espace et sociétés
- Espace temps
- Cahiers de la recherche urbaine, éditions du Patrimoine
- Métropoles, revue d'études urbaines

### Ouvrages collectifs
- Jean-Marc Stébé et Hervé Marchal (dir.), Traité sur la ville, PUF, 2009